# 林碧铁路
林碧铁路，是中国黑龙江大兴安岭的一条林区铁路。连接大兴安岭地区新林区和呼中区，于1966年6月开工，1970年7月建成通车。林碧铁路全長115公里，設計技術標準為国铁Ⅲ級单线铁路，全程內燃牽引。齐齐哈尔和碧水站间曾开行6957/6958次列车，后因林碧线的线路老化于2016年4月停运。2019年6月，哈尔滨茂林置业有限公司拍卖获得林碧地方铁路有限公司的全部股权。
1. ↑  . www.sohu.com.   [2022-12-24]. （原始内容存档于2022-12-25）.
2. ↑  . www.huzhong.gov.cn.   [2022-12-24]. （原始内容存档于2022-12-25）.